# Villanuño de Valdavia
Villanuño de Valdavia is een gemeente in de Spaanse provincie Palencia in de regio Castilië en León met een oppervlakte van 31,04 km². Villanuño de Valdavia telt 94 inwoners (1 januari 2016).

## Demografische ontwikkeling

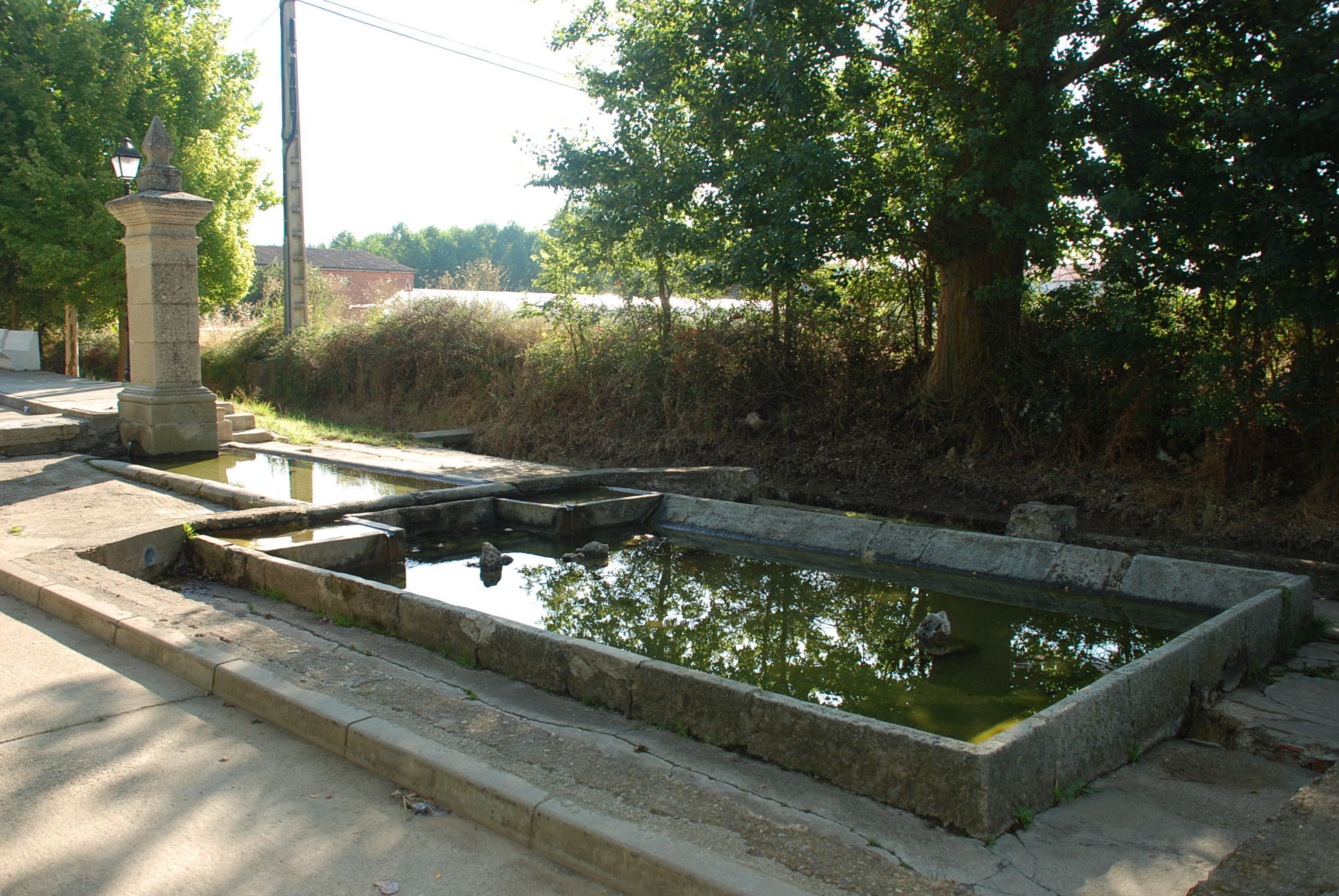
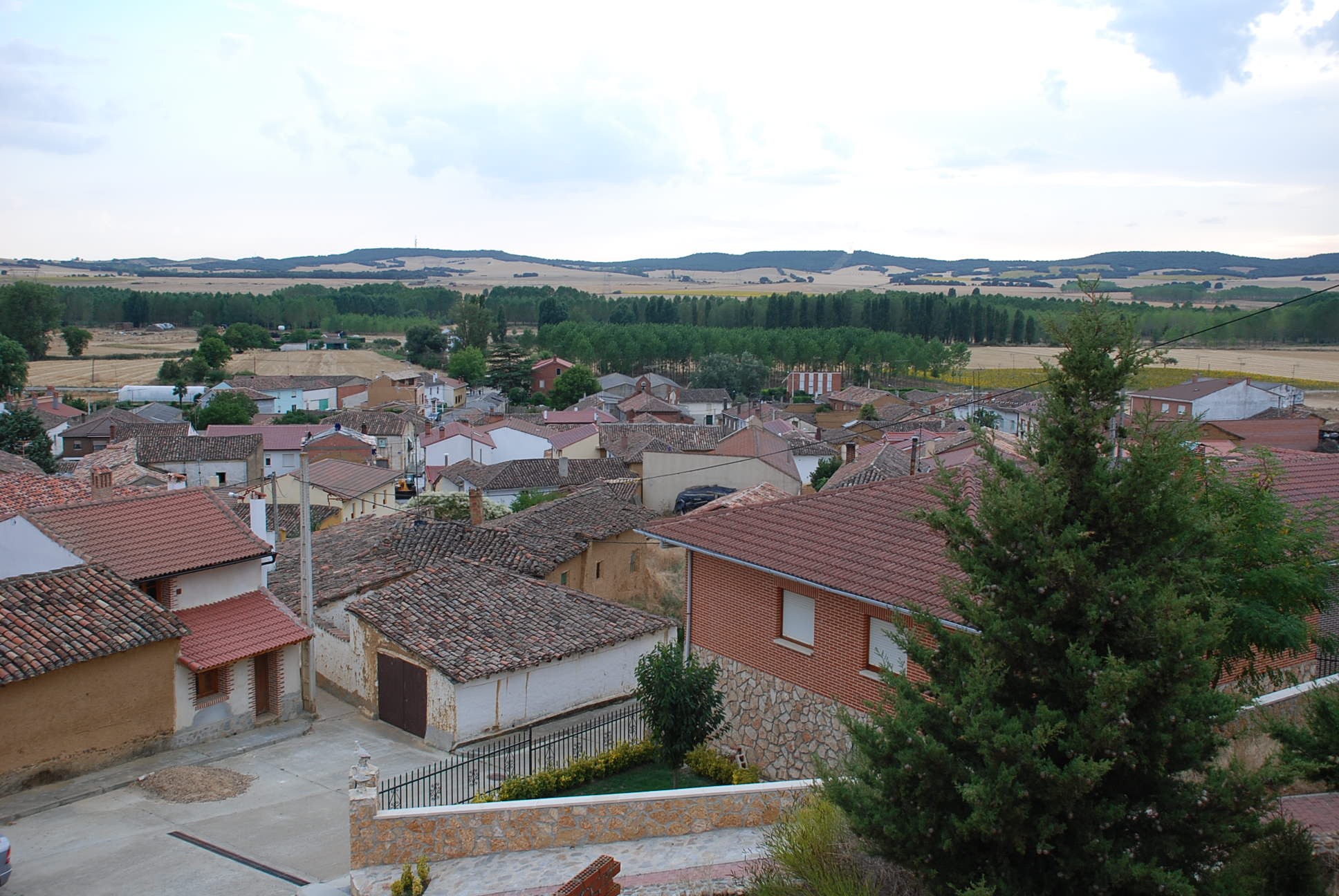

Bron: INE, 1857-2011: volkstellingen
Opm.: In 1857 werd de gemeente Arenillas de Nuño Pérez aangehecht